# هستینگز -آن- هودسون (نیویورک)
هستینگز -آن- هودسون (به انگلیسی: Hastings-on-Hudson) یک منطقهٔ مسکونی در ایالات متحده آمریکا است که در شهرستان وستچستر، نیویورک واقع شده‌است. هستینگز -آن- هودسون ۷٬۸۴۹ نفر جمعیت دارد.